# 514 (szám)
Az 514 (római számmal: DXIV) egy természetes szám, félprím, a 2 és a 257 szorzata.

## A szám a matematikában
A tízes számrendszerbeli 514-es a kettes számrendszerben 1000000010, a nyolcas számrendszerben 1002, a tizenhatos számrendszerben 202 alakban írható fel.
Az 514 páros szám, összetett szám, azon belül félprím, kanonikus alakban a 21 · 2571 szorzattal, normálalakban az 5,14 · 102 szorzattal írható fel. Négy osztója van a természetes számok halmazán, ezek növekvő sorrendben: 1, 2, 257 és 514.
Az 514 négyzete 264 196, köbe 135 796 744, négyzetgyöke 22,67157, köbgyöke 8,01040, reciproka 0,0019455. Az 514 egység sugarú kör kerülete 3229,55725 egység, területe 829 996,21271 területegység; az 514 egység sugarú gömb térfogata 568 824 071,1 térfogategység.